# Rząd Ivety Radičovej
Rząd Ivety Radičovej – wielopartyjny gabinet rządzący Słowacją od 9 lipca 2010 do 4 kwietnia 2012.
Rząd został utworzony po wyborach parlamentarnych z 12 czerwca 2010. W głosowaniu najwięcej mandatów uzyskał rządzący socjaldemokratyczny SMER, jednak nie był w stanie sformować żadnej koalicji. Udało się to czterem centroprawicowym partiom opozycyjnym.

## Historia
W wyniku wyborów z 12 czerwca 2010 partie znajdujące się w opozycji wobec rządów centrolewicowego gabinetu Roberta Ficy: Słowacka Unia Chrześcijańska i Demokratyczna – Partia Demokratyczna (SDKÚ-DS), Wolność i Solidarność (SaS), Ruch Chrześcijańsko-Demokratyczny (KDH) i Most-Híd otrzymały 79 mandatów w Radzie Narodowej, uzyskując większość niezbędną do samodzielnego rządzenia. 7 lipca 2010 liderzy czterech ugrupowań: Mikuláš Dzurinda (SDKÚ-DS), Richard Sulík (SaS), Ján Figeľ (KDH) i Béla Bugár (Most-Híd) wraz z przyszłą premier podpisali umowę koalicyjną, przewidującą powołanie do życia rządu Ivety Radičovej.
8 lipca 2010 Iveta Radičová uzyskała nominację na urząd premiera, zaś 9 lipca tego roku jej rząd został zaprzysiężony. W skład gabinetu oprócz premiera weszło czterech wicepremierów reprezentujących partie koalicji – trzech z nich objęło jednocześnie funkcje ministrów odpowiednich resortów. Ogółem w nowym rządzie powołano do życia 12 ministerstw. Rządowe teki zostały rozdzielone w proporcji: SDKÚ-DS – 5, SaS – 4, KDH – 3, Most-Híd – 2.
W październiku 2011 doszło do kryzysu koalicyjnego, co ostatecznie skutkowało przedterminowymi wyborami parlamentarnymi, w wyniku których do władzy powróciła partia Roberta Ficy.

## Skład rządu
- Premier: Iveta Radičová (SDKÚ-DS)
- Pierwszy wicepremier i minister transportu, poczty i telekomunikacji (po reorganizacji: transportu, budownictwa i rozwoju regionalnego): Ján Figeľ (KDH)
- Wicepremier ds. praw człowieka i mniejszości narodowych: Rudolf Chmel (Most-Híd)
- Wicepremier i minister finansów: Ivan Mikloš (SDKÚ-DS)
- Wicepremier i minister pracy, spraw społecznych i rodziny: Jozef Mihál (SaS)
- Minister gospodarki: Juraj Miškov (SaS)
- Minister spraw wewnętrznych: Daniel Lipšic (KDH)
- Minister szkolnictwa, nauki, badań i sportu: Eugen Jurzyca (SDKÚ-DS)
- Minister sprawiedliwości: Lucia Žitňanská (SDKÚ-DS)
- Minister spraw zagranicznych: Mikuláš Dzurinda (SDKÚ-DS)
- Minister obrony: Ľubomír Galko (SaS; do listopada 2011)
- Minister kultury i turystyki (po reorganizacji: kultury): Daniel Krajcer (SaS)
- Minister zdrowia: Ivan Uhliarik (KDH)
- Minister gospodarki gruntami, środowiska i rozwoju regionalnego (po reorganizacji: rolnictwa i rozwoju wsi): Zsolt Simon (Most-Híd)
- Minister środowiska: József Nagy (Most-Híd; od listopada 2010)